# O Branco e Negro

O Branco e Negro: revista semanal illustrada para Portugal e Brasil publicou-se em Lisboa entre Fevereiro e Março 1899, 4 escassos números.  Marcou a sua diferença com relação à Branco e Negro (1896-1898) ao colocar o artigo ("O") no início do título, como querendo sublinhar a sua genuinidade. Apregoou-se como  revista mais barata do mercado ($50 reis), procurando abordar temas generalistas, assimiláveis pelo público em geral, não faltando, arte,  literatura, teatro “sports” e atualidades. Contudo, não vingou, e desapareceu sem anuncio prévio ao 4º número… Não obstante a sua efemeridade, realça o corpo de redatores e ilustradores que nela participou: como editor José do Patrocinio Gomes de Sousa  (ligado à Imprensa do Libanio da Silva); como diretor artístico, Conceição Silva, ajudado por Celso Hermínio e Jorge Colaço;  nas letras, Alfredo Gallis, Henrique de Vasconcelos, Alberto Bramão, Cândido de Figueiredo, J. Simões Dias e Eduardo Fernandes, o célebre Esculápio.